# (3231) Mila
(3231) Mila ist ein Asteroid des inneren Hauptgürtels, der von der sowjetischen Astronomin Ljudmyla Schurawlowa am 4. September 1972 am Krim-Observatorium in Nautschnyj (IAU-Code 095) entdeckt wurde. Unbestätigte Sichtungen des Asteroiden hatte es vorher schon mehrere gegeben: unter anderem am 21. August 1949 (1949 QJ1), 27. August 1949 (1949 QN1) und 14. März 1955 (1955 EL) am Goethe-Link-Observatorium in Indiana.
Mittlere Sonnenentfernung (große Halbachse), Exzentrizität und Neigung der Bahnebene des Asteroiden entsprechen grob der Vesta-Familie, einer großen Gruppe von Asteroiden, benannt nach (4) Vesta, dem zweitgrößten Asteroiden und drittgrößten Himmelskörper des Hauptgürtels. Nach der SMASS-Klassifikation (Small Main-Belt Asteroid Spectroscopic Survey) wurde bei einer spektroskopischen Untersuchung von Gianluca Masi, Sergio Foglia und Richard P. Binzel bei (3231) Mila von einer dunklen Oberfläche ausgegangen, es könnte sich also, grob gesehen, um einen C-Asteroiden handeln. Zu demselben Ergebnis war David J. Tholen 1994 gekommen.
(3231) Mila wurde am 31. Mai 1988 nach der sowjetischen Eiskunstläuferin Ljudmila Alexejewna Pachomowa (1946–1986) benannt, die im Eistanzen Weltmeisterin, Europameisterin und Olympiasiegerin war. Der Marskrater Mila hingegen wurde 1976 nach der algerischen Stadt Mila benannt.